# احمد بیلک

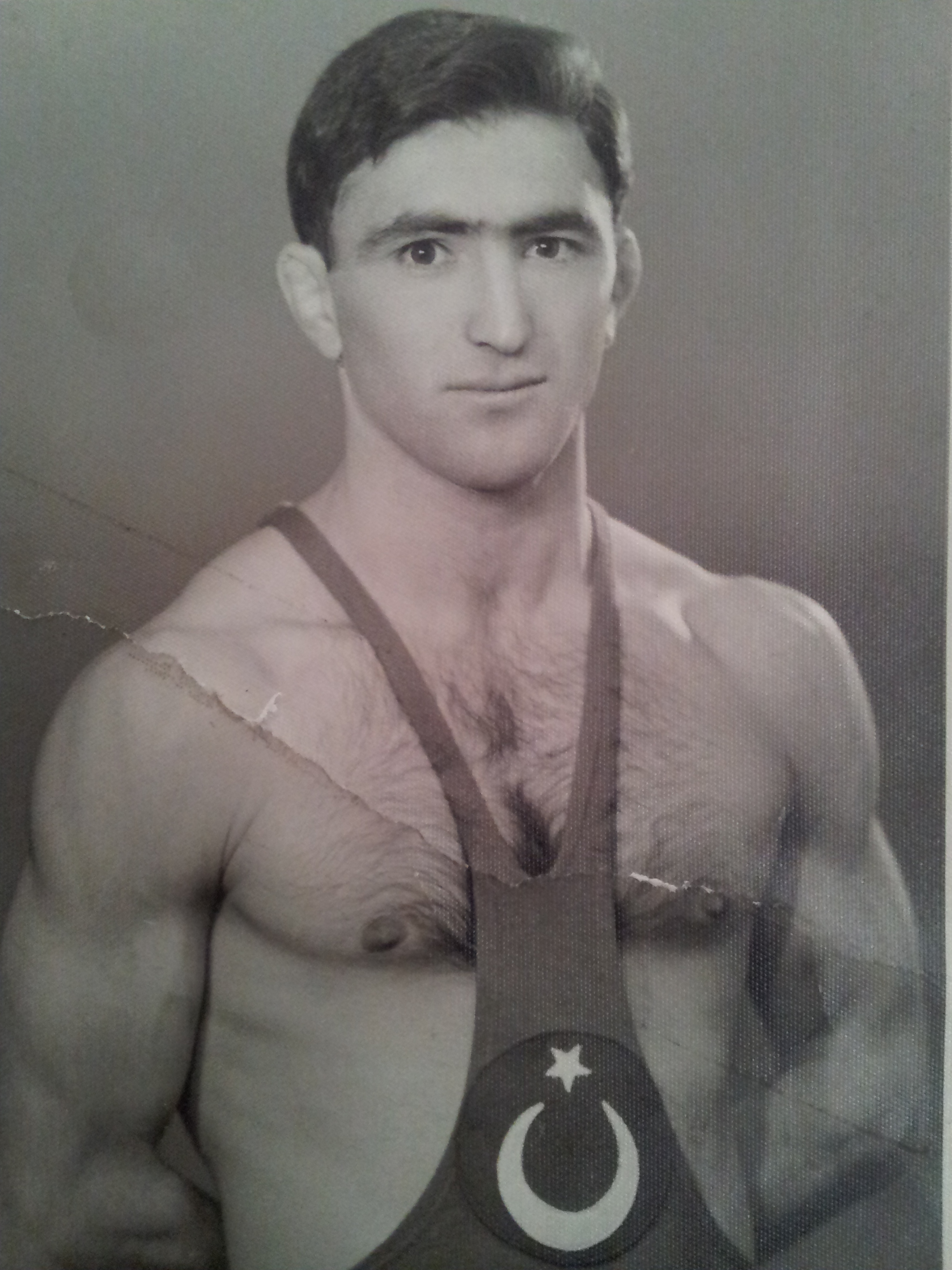

احمد بیلک (۱۹۳۲، کولا در مانیسا، ترکیه - ۱۹۷۱، آلمان)، یک کشتی‌گیر قهرمان المپیک ترکیه در وزن ۵۲ کیلوگرم و یک مربی بود. او در بازی‌های المپیک تابستانی ۱۹۶۰ مدال طلای خود را در مسابقات آزاد مردان برد.
او در سال ۱۹۳۲ در شهر کولای غربی ترکیه در استان مانیسا متولد شد. پس از شرکت در مسابقات المپیک رم، احمد بیلک به دنبال هم تیمی‌های خود، میهات بایراک و موسیر سیل، به آلمان سفر کرد. او در ورزش کشتی‌گیران KSV Köllerbach در Putttlingen، یک شهر کوچک در نزدیکی Saarbrücken، قهرمان آلمانی در سال ۱۹۶۶ و ۱۹۶۸ شد. [۱] احمد بیلک در سال ۱۹۷۱ در آلمان خودکشی کرد. [۲] او با آیتن ازدواج کرد و یک پسر به‌نام علی و یک دختر به‌نام سویل داشت.